# Championnat de Pologne de football 1923
Navigation
Édition précédente
La saison 1923 du championnat de Pologne est la troisième saison de l'histoire de la compétition. Cette édition a été remportée pour la deuxième fois consécutive par le Pogoń Lvov, devant le Wisła Cracovie.

## Les clubs participants
| Club             | Ville    |
| ---------------- | -------- |
| Iskra Siemian    | Siemian  |
| Lauda Wilno      | Wilno    |
| LKS Łódź         | Lódź     |
| Pogoń Lvov       | Lvov     |
| Polonia Varsovie | Varsovie |
| Warta Poznań     | Poznań   |
| Wisła Cracovie   | Cracovie |
| WKS Lublin       | Lublin   |

## Compétition

### Classements

#### Groupe Ouest
| Rang | Équipe         | Pts | J | G | N | P | Bp | Bc | Diff |
| ---- | -------------- | --- | - | - | - | - | -- | -- | ---- |
| 1    | Wisła Cracovie | 9   | 6 | 4 | 1 | 1 | 20 | 6  | +14  |
| 2    | Warta Poznań   | 6   | 6 | 3 | 2 | 1 | 20 | 9  | +11  |
| 3    | ŁKS Łódź       | 0   | 6 | 3 | 1 | 2 | 21 | 11 | +10  |
| 4    | Iskra Siemian  | 0   | 6 | 0 | 0 | 6 | 1  | 36 | -35  |

|  | Qualifié pour la finale |

#### Groupe Est
| Rang | Équipe           | Pts | J | G | N | P | Bp | Bc | Diff |
| ---- | ---------------- | --- | - | - | - | - | -- | -- | ---- |
| 1    | Pogoń Lvov       | 12  | 6 | 6 | 0 | 0 | 42 | 3  | +39  |
| 2    | Polonia Varsovie | 8   | 6 | 4 | 0 | 2 | 24 | 12 | +12  |
| 3    | Lauda Wilno      | 3   | 6 | 1 | 1 | 4 | 4  | 26 | -22  |
| 4    | WKS Lublin       | 1   | 6 | 0 | 1 | 5 | 1  | 39 | -38  |

|  | Qualifié pour la finale |

### Finale
|  |                |  |   |   |   |
|  | Finale         |  |   |   |   |
|  |                |  |   |   |   |
|  |                |  |   |   |   |
|  | Pogoń Lvov     |  | 3 | 1 | 2 |
|  | Pogoń Lvov     |  | 3 | 1 | 2 |
|  | Wisła Cracovie |  | 0 | 2 | 1 |

## Meilleurs buteurs
| # | Joueur            | Équipe     | Buts |
| - | ----------------- | ---------- | ---- |
| 1 | Mieczysław Batsch | Pogoń Lvov | 10   |
| 2 | Józef Garbień     | Pogoń Lvov | 9    |
| 3 | Wacław Kuchar     | Pogoń Lvov | 7    |